# Clément Castets
Pour les articles homonymes, voir Castets.

a Compétitions nationales et continentales officielles uniquement.

b Matchs officiels uniquement.
Dernière mise à jour le 19 avril 2023.
Clément Castets, né le 5 mai 1996 à Toulouse, est un joueur français de rugby à XV jouant au poste de pilier gauche. 
Formé à Montpellier puis au Stade toulousain, il fait ses débuts professionnels en 2017 avec ce club avec qui il remporte le Championnat de France en 2019 et 2021 et la Coupe d'Europe en 2021. Il passe ensuite quatre saisons au Stade français Paris.

## Biographie

### Jeunesse et formation
Clément Castets est né à Toulouse le 5 mai 1996. Fils d'un commissaire de police, lui et sa famille déménagent à de nombreuses reprises : en Martinique, à Perpignan puis à Sainte-Marie-la-Mer où il commence le rugby à l'âge de sept ans en catégorie mini-poussins dans le club de Canet-Sainte-Marie. Son père est ensuite muté à Nîmes où il intègre le RC Nîmes en 2008, lorsqu'il entre en minimes. Au lycée, il intègre le pôle espoirs du lycée Jean-Moulin de Béziers et connait ses premières sélections jeunes en équipe de France avec les moins de 16 ans. Puis, il rejoint le centre de formation du Montpellier HR et, lors de la saison 2014-2015, il intègre le pôle France de Marcoussis.
En 2015, il connait ses premières sélections avec l'équipe de France des moins de 20 ans, à l'occasion du championnat du monde junior se disputant en Italie, où la France termine à la quatrième place de la compétition,. 
La saison suivante, en 2016, il est nommé capitaine de l'équipe, disputant ainsi le tournoi des Six Nations des moins de 20 ans et, de nouveau, le championnat du monde junior. En quinze sélections, il aura été titulaire onze fois et il aura inscrit deux essais.

### Débuts professionnels au Stade toulousain (2016-2021)

#### Difficultés de santé et découverte du Top 14
En raison de la concurrence trop importante dans l'effectif professionnel du Montpellier HR, Clément Castets décide de rejoindre, en 2016, le club de sa ville natale, le Stade toulousain.
En juillet 2016, il figure sur la Liste développement de 30 joueurs de moins de 23 ans à fort potentiel que les entraîneurs de l'équipe de France suivent pour la saison 2016-2017.
Au début de la saison 2016-2017, Clément Castets est diagnostiqué d'un cavernome remettant en cause la poursuite de sa carrière. Fin octobre, il est finalement autorisé à reprendre la compétition,. Il doit cependant attendre la saison suivante, en 2017-2018, pour faire sa première apparition avec l'équipe professionnelle, à l'occasion du premier match de la saison face à l'US Oyonnax, le 26 août 2017. Il enchaîne alors quelques matches avec l'équipe professionnelle jusqu'au 26 janvier 2018, où il est victime d'une nouvelle hémorragie cérébrale de laquelle il est opéré le 21 février, l'éloignant une fois de plus des terrains de rugby. Il doit alors arrêter de jouer pendant environ un an.

#### Champion de France 2019
Clément Castets peut finalement reprendre la compétition dès le mois d'août 2018. Il fait son retour sur le terrain avec le Stade toulousain le 23 septembre 2018, pour le début de la saison 2018-2019. Il est cependant désormais contraint par les médecins de porter un casque pour protéger sa tête, qu'il enlève avant de disputer chaque mêlée et qu'il remet quand celle-ci est terminée. Il enchaîne ensuite les matchs et s'impose comme titulaire au poste de pilier gauche, profitant de l'absence sur blessure de l'habituel titulaire au poste, Cyril Baille. Pendant ce temps, Lucas Pointud est son principal concurrent. En fin de contrat à l'issue de la saison, il prolonge son contrat avec le Stade toulousain le 23 octobre 2018,  jusqu'à la fin de la saison 2020-2021. Le Stade toulousain termine à la première place du classement de la phase régulière, puis se qualifie pour la finale du Top 14. Clément Castets est le remplaçant de Cyril Baille et entre en jeu à sa place en demi-finale, face au Stade rochelais, puis en finale contre l'ASM Clermont. Le Stade toulousain s'impose 24 à 18 et est champion de France, ce qui est aussi le premier titre de la carrière de Clément Castets. 
L'année suivante, durant la saison 2019-2020, Castets profite de l'absence de Baille, parti à la Coupe du monde avec les Bleus, pour jouer la première moitié de saison en tant que titulaire à gauche de la mêlée toulousaine, devant Rodrigue Neti. Cela lui permet de gagner du temps de jeu et d'être ainsi appelé pour la première fois en équipe de France. Il est en effet convoqué afin de préparer le quatrième match du Tournoi des Six Nations 2020 face à l'Écosse. Il ne connaît cependant sa première cape à cette occasion. Il joue au total 22 matchs dont 17 en tant que titulaire, avant l'arrêt prématuré des compétitions en raison de la pandémie de Covid-19. 

#### Champion d'Europe et de France en 2021

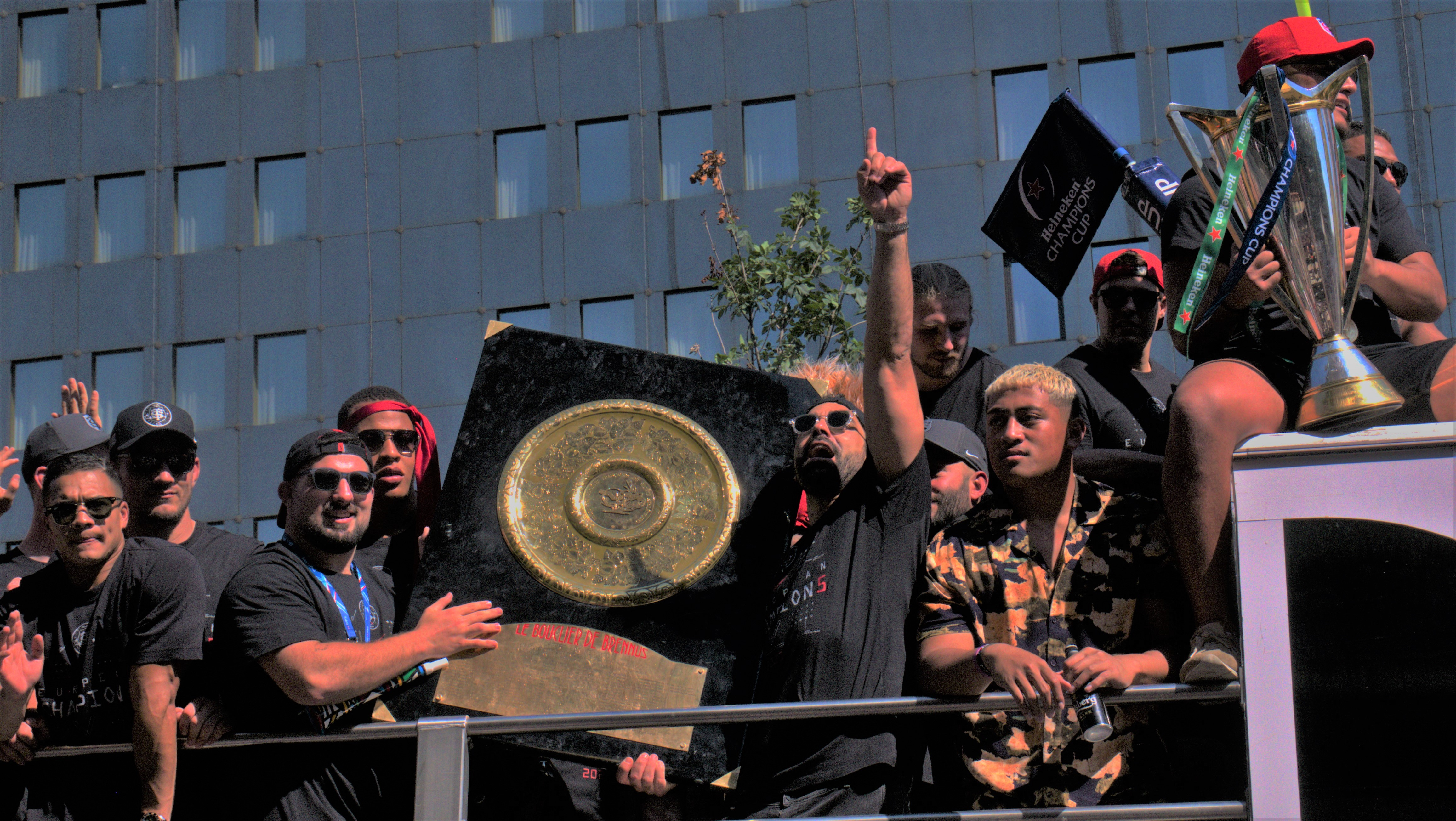
Clément Castets fête la victoire en Top 14 et en Coupe d'Europe avec le Stade toulousain en 2021.

Durant ces deux dernières saisons, Clément Castets a beaucoup progressé et devient un concurrent sérieux à Baille pour la place de titulaire au poste de pilier gauche lors de la saison 2020-2021. Cette saison, le Stade toulousain réalise un sans faute en Coupe d'Europe, et élimine le Munster, Clermont puis l'UBB, avant d'affronter le Stade rochelais en finale. Face aux Rochelais, il entre en jeu à la 70e minute de jeu et remplace Baille. Les Toulousains s'imposent 22 à 17 et remportent leur cinquième titre dans la compétition,.
En Top 14, Castets joue treize matchs cette saison, avant de se blesser gravement lors de la finale de Champions Cup. Il est victime d'une rupture du ligament croisé antérieur du genou, le rendant indisponible au moins six mois, mettant ainsi fin à sa saison,. Il ne participe donc pas à la demi-finale gagnée face à l'Union Bordeaux Bègles et la finale remportée face au Stade rochelais, pour le seconde fois de la saison. Il remporte ainsi le Championnat de France pour la seconde fois de sa carrière.

### Départ au Stade français (2021-2025)
Après son doublé avec Toulouse, Clément Castets rejoint ensuite le Stade français, ayant besoin d'un pilier gauche après la blessure de Quentin Béthune notamment,. Âgé de 24 ans, il arrive pour être le titulaire à ce poste, après avoir passé plusieurs saisons dans l'ombre de Cyril Baille au Stade toulousain. Il est cependant contraint d'attendre le mois de janvier 2022 pour faire ses débuts avec son nouveau club à cause de sa blessure lors de la finale de Coupe d'Europe 2021. Ainsi, le 23 janvier 2022, il joue son premier match avec le Stade français à l'occasion de la quatrième journée de Champions Cup, contre les Irlandais du Connacht. Il est titulaire et joue 50 minutes. Il joue au total onze matchs toutes compétitions confondues pour sa première saison à Paris.
Après une seconde partie de saison 2021-2022 convaincante, Clément Castets commence la saison 2022-2023 en tant que numéro un au poste de pilier gauche au Stade français devant Moses Alo-Emile et Vasil Kakovin. À partir de la première journée, il enchaîne les titularisations, puis marque son premier essai avec le club parisien lors de la huitième journée de Top 14, face à Brive. Fin octobre 2022, il est récompensé de ses bonnes performances en club lorsqu'il est appelé en équipe de France par Fabien Galthié pour pallier l'absence de Jean-Baptiste Gros pour la tournée d'automne 2022. Il ne participe cependant à aucun match de la tournée. Il est de nouveau sélectionné par le XV de France pour participer au Tournoi des Six Nations 2023. Barré par Reda Wardi et Cyril Baille, il n'est présent sur aucune feuille de match de la compétition.
Le 11 juin 2025, le club annonce le départ du joueur à l'issue de la saison 2024-2025. Il s'envolera pour la Nouvelle-Zélande en rejoignant le club de Manuwatu. 

## Vie privée
Son cousin, Benoît Piffero, est également un joueur de rugby à XV évoluant au poste de talonneur et est international canadien.

## Statistiques

### En club
| Saison                 | Club                   | Championnat | Championnat | Championnat | Coupe d'Europe     | Coupe d'Europe | Coupe d'Europe |
| Saison                 | Club                   | Compétition | Matchs      | Essais      | Compétition        | Matchs         | Essais         |
| ---------------------- | ---------------------- | ----------- | ----------- | ----------- | ------------------ | -------------- | -------------- |
| 2017-2018              | Stade toulousain       | Top 14      | 6           | -           | Challenge européen | 3              | -              |
| 2018-2019              | Stade toulousain       | Top 14      | 18          | 1           | Coupe d'Europe     | 8              | -              |
| 2019-2020              | Stade toulousain       | Top 14      | 17          | 1           | Coupe d'Europe     | 5              | -              |
| 2020-2021              | Stade toulousain       | Top 14      | 13          | -           | Coupe d'Europe     | 4              | -              |
| Total Stade toulousain | Total Stade toulousain | Top 14      | 54          | 2           | Coupes d'Europe    | 20             | 0              |
| 2021-2022              | Stade français         | Top 14      | 8           | -           | Coupe d'Europe     | 3              | -              |
| 2022-2023              | Stade français         | Top 14      | 19          | 1           | Challenge Cup      | 1              | -              |
| Total Stade français   | Total Stade français   | Top 14      | 27          | 1           | Coupes d'Europe    | 4              | 0              |
| Total                  | Total                  | Top 14      | 81          | 3           | Coupes d'Europe    | 24             | 0              |

### Internationales

#### Équipe de France des moins de 20 ans
Clément Castets a disputé 15 matchs avec l'équipe de France des moins de 20 ans en deux saisons, prenant part à une édition du Tournoi des Six Nations des moins de 20 ans en 2016 et à deux éditions du championnat du monde junior en 2015 et 2016. Il inscrit un total de deux essais, soit dix points.

#### XV de France
Clément Castets a été convoqué plusieurs fois en équipe de France mais n'a pour l'instant jamais connu sa première cape.

## Palmarès
- Stade toulousain
  - Vainqueur du Championnat de France en 2019 et 2021
  - Vainqueur de la Coupe d'Europe en 2021